# Dr. Seuss
Theodor Seuss Geisel (Springfield, Massachusetts, 1904. március 2. – La Jolla, Kalifornia, 1991. szeptember 24.) német származású amerikai író, karikaturista.
Dr. Seuss néven több mint 60 gyerekkönyvet írt rímes, verses formában, illetve rajzolt félreismerhetetlen, egyedi, kicsit rémisztő stílusban. Könyveinek érdekessége, hogy – mivel olvasni tanuló gyerekeknek írta ezeket – nagyon kis szókinccsel dolgozik, ettől nagyon könnyen érthetőek a történetek.

## Életpályája
1937-től kezdve négy nemzedék gyermekeinek szívébe lopta be magát és tanította olvasni őket 44 könyvével. 1904-ben született, és Dartmouthban végzett. Pályáját a reklámszakmában kezdte, így készítette The Boids and Beasties című sorozatát a Judge magazinnak. Ebből fejlődtek ki a furcsa alakú állatok, melyekből a későbbi történetekben a Kik, a Zookok és a Loraxek lettek. Korai rajzait Geisel Dr. Theophrastus Seussként írta alá, hogy tudományos külsőt kölcsönözzön fura állattárának. Így adódott a Dr. Seuss név (anyja leánykori neve) első könyvénél, mely 1937-ben jelent meg And To Think I Saw It On Mulberry Street címmel. 44 okosan megírt és illusztrált könyvében mindig a modern életszellemet testesítette meg. A könyvek fontos erkölcsi tanulságokkal szolgálnak gyerekeknek és felnőtteknek egyaránt, anélkül, hogy szájbarágósak lennének, és eközben végtelenül szórakoztatóak is. 
Egy oktatókönyvekkel foglalkozó kiadó felkérte Dr. Seusst, hogy írjon egy olvasókönyvet, mely csak 220 alapszót tartalmaz, mégis le tudja kötni a fiatal olvasókat. Ebből lett a Cat In The Hat („Kalapos macska”), melyből egymillió példányt adtak el. Dr. Seuss hét egyetemen kapott irodalmi és művészeti doktori címet, és 1984-ben megkapta a Pulitzer-díjat. 1991-ben elhunyt, de továbbra is ő a világ legsikeresebb gyerekkönyvszerzője.

## Bölcsessége
„Légy az, aki vagy, és ami a szíveden, legyen a szádon, mert azok, akik kifogásolják ezt, nem számítanak, akik pedig számítanak, azok nem fogják kifogásolni.”

## Bibliográfia
Az USA-ban ezeket a könyveket mind a mai napig nagy lelkesedéssel használják az általános iskolai tanítók és azok a pedagógusok, akik felzárkóztató foglalkozásokat tartanak rosszul olvasó nebulóknak.

### Dr. Seuss könyvek
Dr. Seuss nemcsak könyveket írt, hanem illusztrálta meseregényeit is. 
- And to Think That I Saw It on Mulberry Street (1937)
- The 500 Hats of Bartholomew Cubbins (1938)
- The King's Stilts (1939)
- The Seven Lady Godivas (1939)
- Horton Hatches the Egg (1940)
- McElligot's Pool (1947)
- Thidwick the Big-Hearted Moose (1948)
- Bartholomew and the Oobleck (1949)
- If I Ran the Zoo (1950)
- Scrambled Eggs Super! (1953)
- Horton Hears a Who! (1954)
- On Beyond Zebra! (1955)
- If I Ran the Circus (1956)
- How the Grinch Stole Christmas! (1957)
- The Cat in the Hat (1957)
- The Cat in the Hat Comes Back (1958)
- Yertle the Turtle and Other Stories (1958)
- Happy Birthday to You! (1959)
- One Fish Two Fish Red Fish Blue Fish (1959)
- Green Eggs and Ham (1960)
- The Sneetches and Other Stories (1961)
- Dr. Seuss's Sleep Book (1962)
- Dr. Seuss's ABC (1963)
- Hop on Pop (1963)
- Fox in Socks (1965)
- I Had Trouble in Getting to Solla Sollew (1965)
- The Cat in the Hat Song Book (1967)
- The Foot Book (1968)
- I Can Lick 30 Tigers Today! and Other Stories (1969)
- My Book about ME (1970)
- I Can Draw It Myself (1970)
- Mr. Brown Can Moo! Can You?: Dr. Seuss's Book of Wonderful Noises! (1970)
- The Lorax (1970)
- Marvin K. Mooney Will You Please Go Now! (1972)
- Did I Ever Tell You How Lucky You Are? (1973)
- The Shape of Me and Other Stuff (1973)
- There's a Wocket in My Pocket! (1974)
- Great Day for Up! (1974)
- Oh, the Thinks You Can Think! (1975)
- The Cat's Quizzer (1976)
- I Can Read with My Eyes Shut! (1978)
- Oh Say Can You Say? (1979)
- Hunches in Bunches (1982)
- The Butter Battle Book (1984)
- You're Only Old Once! (1986)
- I Am NOT Going to Get Up Today! (1987)
- The Tough Coughs as He Ploughs the Dough (1987)
- Oh, the Places You'll Go! (1990)

### Posztumusz
Dr. Seuss halála előtt írt még olyan meséket, melyek csak halála után jelentek meg.
- Daisy-Head Mayzie (1995)
- My Many Colored Days (1996)
- Oh, Baby, the Places You'll Go! (1997)
- Hooray for Diffendoofer Day! (1998)
- The Bippolo Seed and Other Lost Stories (2011)
- Horton and the Kwuggerbug and More Lost Stories (2014)
- What Pet Should I Get? (2015)
- The Big Aqua Book of Beginner Books (2017)
- Dr. Seuss' Book of Animals (2018)
- Dr. Seuss' Book of Colors (2018)
- Dr. Seuss' 123 (2019)

### Theo. LeSieg és Rosetta Stone Könyvek
Dr Seuss számos könyveket írt, melyek Theo. LeSieg és Rosetta Stone feldolgozott.
- Ten Apples Up on Top! (1961) (Rajzolta: Roy McKie)
- I Wish That I Had Duck Feet (1965) (Rajzolta: B Tobey)
- Come over to My House (1966) (Rajzolta: Richard Erdoes, Michael K. Frith)
- The Eye Book (1968) (Rajzolta: Roy Mckie, Joe Mathieu) (új kiadás: 1999)
- I Can Write (1971) (Rajzolta: Roy Mckie)
- In a People House (1972) (Rajzolta: Roy Mckie)
- Wacky Wednesday (1974) (Rajzolta: George Booth)
- The Many Mice of Mr. Brice a.k.a. The Pop-Up Mice of Mr. Brice (1974) (Rajzolta: Roy Mckie)
- Would You Rather Be a Bullfrog? (1975) (Rajzolta: Roy Mckie)
- Hooper Humperdink...? Not Him! (1976) (Rajzolta: Charles E. Martin, Scout Nash) (új kiadás: 2006)
- Please Try to Remember the First of Octember! (1977) (Rajzolta: Art Cummings)
- Maybe You Should Fly a Jet! Maybe You Should Be a Vet! (1980) (Rajzolta: Michael J. Smollin)
- The Tooth Book (1981) (Rajzolta: Roy McKie, Joe Mathieu)
- Because a Little Bug Went Ka-Choo!! (1975) (Rajzolta: Michael K. Frith)

### Magyar fordítások
- Muki szarvas, a szíves házigazda (Thidwick the Big-Hearted Moose) (Testvériség-Egység Könyvkiadó, Újvidék, 1952) Fordította: Gál László[3]
- Hogyan lopta el a Görcs a karácsonyt? (How the Grinch Stole Christmas!) (Arktisz Kiadó, Bp., 2000) Fordította: Tandori Dezső
- Ha lenne egy cirkuszom (If I Ran the Circus) (Kolibri Könyvkiadó, 2016) Fordította: Szabó T. Anna (Kolibri klasszikusok sorozat)
- Kalapos macska (The Cat in the Hat) (Kolibri Könyvkiadó, Bp., 2016) Fordította: Szabó T. Anna (Kolibri klasszikusok sorozat)
- Kell egy kedvenc (What Pet Should I Get?) (Kolibri Könyvkiadó, Bp., 2017) Fordította: Szabó T. Anna (Kolibri klasszikusok sorozat)
- Zöld sonkás tojás (Green Eggs and Ham) (Kolibri Könyvkiadó, Bp., 2017) Fordította: Szabó T. Anna (Kolibri klasszikusok sorozat)
- Rókamóka (Fox in Socks) (Kolibri Könyvkiadó, Bp., 2018) Fordította: Szabó T. Anna (Kolibri klasszikusok sorozat)
- A Grincs (How the Grinch Stole Christmas!) (újrakiadás) (Kolibri Könyvkiadó, Bp., 2018) Fordította: Tandori Dezső (Kolibri klasszikusok sorozat)

## Filmográfia

### Dokumentumfilmek
- Your Job in Germany (1945)
- Our Job in Japan
- Private Snafu
- Design for Death (1947)
- Gerald McBoing-Boing (1950)
- The 5,000 Fingers of Dr. T (1953)

### Filmadaptációk
- A Grincs (2000)
- A macska – Le a kalappal! (2003)
- Horton (2008)
- Lorax (2012)
- A Grincs (2018)
- Kalapos macska (2026)

### Rajzfilmek
Az első animációs film Horton Hatches the Egg (1942) címmel a Warner Bros. Merrie Melodies című filmsorozatában készült, 1942-ben. Az 1960-as évek közepétől az 1970-es évek elejéig a MGM-ben készült a Grincs (1966) és a Horton (1970) című rajzfilm Chuck Jones rendezésében. 1971-től 1982-ig a DePatie-Freleng Enterprises-ben készült egészen a The Cat in the Hat (1971) című rajzfilmtől a The Grinch és a The Cat in the Hat (1982) című rajzfilmig. 1989-től 1995-ig a Turner Network Television (TNT) készítette a The Butter Battle Book (1989), az In Search of Dr. Seuss (1994) és Daisy-Head Mayzie (a Hanna-Barbera produkciójával) (1995) című rajzfilmeket.
- Horton Hatches the Egg (1942) – Eredeti moziban vetített rajzfilm (Merrie Melodies)
- How the Grinch Stole Christmas! (1966)
- Horton Hears a Who! (1970)
- The Cat in the Hat (1971)
- The Lorax (1972)
- Dr. Seuss on the Loose (1973) 
  - The Sneetches
  - The Zax
  - Green Eggs and Ham
- The Hoober-Bloob Highway (1975)
- Halloween Is Grinch Night (1977)
- Pontoffel Pock, Where Are You? (1980)
- The Grinch Grinches the Cat in the Hat (1982)
- The Butter Battle Book (1989)
- In Search of Dr. Seuss (1994)
- Daisy-Head Mayzie (1995)

### Sorozatok
1996-tól napjainkig már Dr. Seuss könyvadaptációk alapján készültek bábfilmsorozatok és rajzfilmsorozatok.
- A mesebanda − Dr. Seuss kacagtató kacatjai (1996–1997) (báb-sorozat)
- My Many Colored Days (1998) (rajzfilmsorozat)
- Because a Little Bug Went Ka-Choo! (2001) (rajzfilmsorozat)
- Gerald McBoing-Boing (2005–2007) (rajzfilmsorozat)
- The Cat in the Hat Knows a Lot About That! (2010–től) (rajzfilmsorozat)
- Zöld sonka és zöld tojás (2019–2022) (rajzfilmsorozat)